# Feistritz an der Gail
Feistritz an der Gail (slovenska: Bistrica na Zilji) är en ort och kommun  i Österrike. Den ligger i distriktet Villach-Land i förbundslandet Kärnten, 280 km sydväst om huvudstaden Wien. Kommunen har en kort gräns mot Italien i sydväst.